# Carolina Lozano
Carolina Lozano (* 27. Februar 1996) ist eine argentinische Leichtathletin, die sich auf den Hindernislauf spezialisiert hat, aber auch im Mittelstreckenlauf an den Start geht.

## Sportliche Laufbahn
Erste internationale Erfahrungen sammelte Carolina Lozano im Jahr 2012, als sie bei den Juniorenweltmeisterschaften in Barcelona mit 11:10,51 min im Vorlauf über 3000 m Hindernis ausschied. Anschließend gewann sie bei den Jugendsüdamerikameisterschaften in Mendoza in 4:43,33 min die Silbermedaille im 1500-Meter-Lauf. Im Jahr darauf erreichte sie bei den Jugendweltmeisterschaften in Donezk nach 7:05,14 min Rang 15 über 2000 m Hindernis und anschließend belegte sie bei den Juniorensüdamerikameisterschaften in Resistencia in 2:22,38 min den siebten Platz im 800-Meter-Lauf. 2014 schied sie bei den Juniorenweltmeisterschaften in Eugene mit 10:49,41 min in der Vorrunde im Hindernislauf aus und anschließend belegte er bei den U23-Südamerikameisterschaften in Montevideo in 10:51,18 min den vierten Platz. 2015 belegte sie bei den Juniorensüdamerikameisterschaften in Cuenca in 3:58,30 min den fünften Platz mit der argentinischen 4-mal-400-Meter-Staffel und anschließend wurde sie bei den Panamerikanischen-Juniorenmeisterschaften in Edmonton in 10:35,73 min Vierte. Im Jahr darauf gewann sie bei den Ibero-Amerikanischen Meisterschaften in Rio de Janeiro in 4:11,71 min die Silbermedaille über 1500 Meter hinter der Kolumbianerin Muriel Coneo und stellte mit dieser Zeit einen neuen Landesrekord auf und löste damit Valeria Rodríguez als Rekordhalterin ab. Zudem belegte sie im Hindernislauf in 10:00,95 min den vierten Platz.
2017 belegte sie bei den Südamerikameisterschaften in Luque in 2:12,47 min den achten Platz über 800 Meter und erreichte über 1500 Meter nach 4:24,75 min Rang fünf. Im Jahr darauf nahm sie an den Südamerikaspielen in Cochabamba teil und klassierte sich dort mit 11:46,18 min auf dem vierten Platz im Hindernislauf. Anschließend gewann sie bei den U23-Südamerikameisterschaften in Cuenca in 2:15,38 min die Bronzemedaille über 800 Meter hinter der Kolumbianerin Johana Arrieta und ihrer Landsfrau Martina Escudero und über 1500 Meter belegte sie in 4:48,58 min den vierten Platz. 2019 konnte sie ihr Rennen über 3000 m Hindernis bei den Südamerikameisterschaften in Lima nicht beenden und anschließend nahm sie an der Sommer-Universiade in Neapel teil und erreichte dort nach 10:26,41 min Rang 13. 2021 wurde sie dann in 10:01,53 min Vierte bei den Südamerikameisterschaften in Guayaquil. Im Jahr darauf belegte sie bei den Ibero-Amerikanischen Meisterschaften in La Nucia in 9:49,16 min den fünften Platz und anschließend schied sie bei den Weltmeisterschaften in Eugene mit 10:03,51 min im Vorlauf aus. Im Oktober gelangte sie bei den Südamerikaspielen in Asunción mit 10:52,98 min auf Rang fünf.
2023 belegte sie bei den Südamerikameisterschaften in São Paulo in 10:25,71 min den fünften Platz im Hindernislauf und gelangte mit 16:52,85 min auf Rang sechs über 5000 Meter. Im Jahr darauf gewann sie bei den Ibero-Amerikanischen Meisterschaften in Cuiabá in 9:17,59 min die Bronzemedaille über 3000 Meter hinter der Mexikanerin Alma Cortes und ihrer Landsfrau Fedra Luna. Zudem sicherte sie sich über 5000 Meter in 16:16,94 min die Bronzemedaille hinter der Spanierin Laura Priego und Mica Rivera aus Peru. 2025 kam sie bei den Südamerikameisterschaften in Mar del Plata im Hindernislauf nicht ins Ziel.
In den Jahren 2013 und 2014, 2016 sowie 2020 und 2021 und 2023 und 2025 wurde Lozano argentinische Meisterin im 3000-Meter-Hindernislauf sowie 2023 auch im 10-km-Straßenlauf.

## Persönliche Bestleistungen
- 800 Meter: 2:05,44 min, 29. März 2016 in Mar del Plata
- 1500 Meter: 4:11,71 min, 16. Mai 2016 in Rio de Janeiro
- Meile: 4:38,12 min, 15. Mai 2021 in Mar del Plata
- 3000 Meter: 9:12,93 min, 30. April 2016 in Rosario
- 5000 Meter: 16:02,49 min, 14. April 2024 in Mar del Plata
- 2000 m Hindernis: 6:20,15 min, 2. April 2022 in Concepción del Uruguay
- 3000 m Hindernis: 9:42,88 min, 25. Mai 2022 in Huelva